# Atentado de Londres de junio de 2017
El atentado de Londres de junio de 2017 ocurrió el sábado 3 de junio en el puente de Londres y en Borough Market, Londres (Reino Unido), donde un grupo de tres terroristas condujo un vehículo por la acera del puente de Londres, atropellando a los viandantes, y acto seguido los tres atacantes se bajaron del vehículo para apuñalar a numerosas personas en el mercado, una concurrida zona de restaurantes.Destaca la heroica actuación del español Ignacio Echeverría o héroe del monopatín, quien murió con honor, defendiendo a una joven francesa de un atacante.

## Autoría

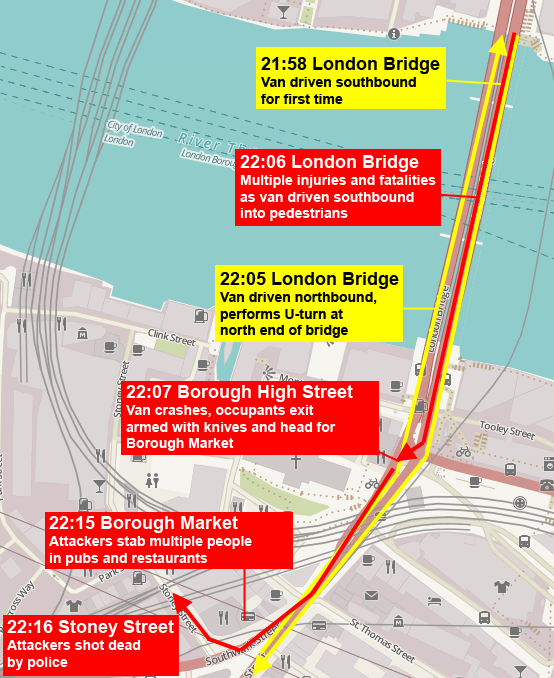
Mapa en donde ocurrieron los ataques.

En primer momento, nadie asumió categóricamente la autoría de los hechos. La primera ministra Theresa May afirma que es producto de un acto terrorista, lo que por su parte también ha confirmado la Policía Metropolitana de Londres.
Un día después de los hechos, el 4 de junio de 2017, el Dáesh reivindica la autoría de los hechos, afirmado por su agencia de propaganda, Amaq, siendo los tres terroristas muertos miembros del Dáesh.
Mark Rowley, jefe de la unidad de antiterrorista de Scotland Yard, está estudiando la identificación de los sospechosos, tras haber detenido a doce de ellos.

### Atacantes
Los tres yihadistas que asesinaron al menos a siete personas, fueron identificados como Khuram Shazad Butt, británico nacido en Pakistán de 27 años, Rachid Redouane, de 30 y origen marroquí y libio, y Yusef Zaghba, italiano nacido en Fez (Marruecos) de madre italiana y padre marroquí, de 22 años. Yusef Zaghba había sido detenido en el aeropuerto de Bolonia, Italia, en marzo de 2016 cuando se dirigía a Siria llevando consigo una mochila, un pasaje de ida a Estambul y un móvil con vídeos religiosos y con presencia de decapitaciones. La Policía británica señaló en un comunicado que los dos primeros vivían en el barrio de Barking, en el este de Londres. Zaghba trabajaba en un restaurante en Londres y Redoune había vivido en Irlanda, donde se casó con una londinense y tenía un hijo pequeño. Khuram Shazad, considerado el cerebro del ataque, había aparecido un año antes en el documental del canal televisivo Channel 4 Los yihadistas de la puerta de al lado y como trabajaba en el metro de Londres en la zona del Parlamento, fue investigado por el MI5.
Los doce detenidos que estuvieron implicados en el atentado fueron liberados sin cargos.

### Víctimas
El único español entre las víctimas es Ignacio Echeverría, que en un primer momento estaba en paradero desconocido, pero más tarde se confirmó su muerte por una publicación hecha por su hermana Ana en la red social Facebook. El 7 de junio de 2017, el presidente de España Mariano Rajoy solicitó que le concedan la Gran Cruz de la Orden del Mérito Civil a título póstumo. También fue condecorado por la Junta Directiva de la Federación Española de Patinaje tras concederle también a título póstumo la Orden del Mérito y la medalla de la Real Federación Española de Patinaje. Su cuerpo fue trasladado el sábado 10 de junio de 2017 a la base aérea de Torrejón de Ardoz para luego llevarlo a Madrid, tras haberse realizado anteriormente una autopsia en Londres que fue entregada a los familiares.
Entre las víctimas francesas se encuentra Xavier Thomas, que fue encontrado en el río Támesis y recuperado por Scotland Yard. A esta víctima se la suma Sébastian Bélanger, un camarero de 36 años.
Entre las víctimas australianas se encuentran la au pair Sara Zelenak, de 21 años, y Kirsty Boden, enfermera de 28 años. Sara Zelenak ya había sido víctima del atentado de Mánchester y del atentado de Westminster, hasta que la noche del 3 de junio, después de cenar en un restaurante, murió en el atentado.
Otras víctimas identificadas son Christine Archibald, canadiense de 30 años y James McMullan, británico de 34 años.
Cuatro oficiales de policía fueron heridos en el ataque. Un oficial desarmado de la Policía de Transporte Británica fue apuñalado sufriendo heridas graves en cabeza, cara y cuello. Un viandante fue alcanzado en la cabeza por una bala perdida policial, pero se recuperó favorablemente.

## Reacciones

### Nacionales

#### Autoridades nacionales
- La primera ministra británica, Theresa May, ha realizado una visita privada a los heridos en el hospital King's College, en el sur de Londres, en el que están ingresadas 14 de las víctimas.
- El alcalde de Londres, Sadiq Khan, ha tildado las agresiones como «deliberadas y cobardes», sin considerar que pueda haber ninguna justificación para dichos actos bárbaros.[4]

#### Líderes políticos
- Reino Unido: El líder del Partido Laborista de Reino Unido, Jeremy Corbyn, ha afirmado que sus «pensamientos están con las víctimas y sus familias», y agradeció a los servicios de emergencia.[4][21] También mencionó que ve necesario mantener la difícil alianza de la Coalición internacional con grupos insurgentes menores de naturaleza yihadista en la guerra contra el terrorismo para destruir a grupos como Dáesh y Al Qaeda.[22]

### Internacionales

#### Estados soberanos

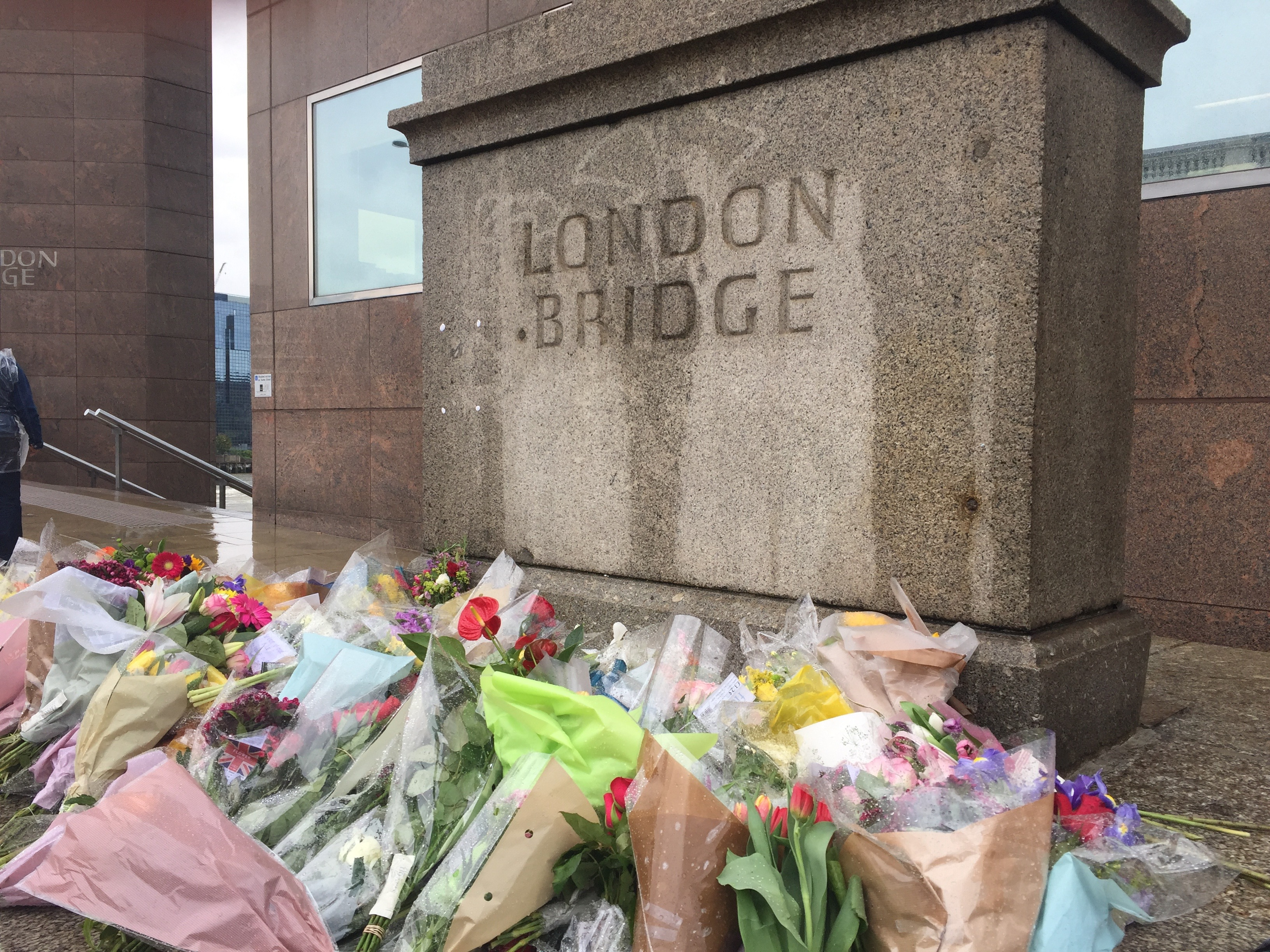
Tributos florales dejados en el puente de Londres después del ataque.

- Alemania: Angela Merkel, canciller de Alemania, ha expresado su solidaridad: «Más allá de todas las fronteras, estamos unidos en la consternación y la tristeza, pero también en la firmeza». «En la lucha contra el terrorismo estaremos con firmeza y decisión al lado de Reino Unido».[23]
- Canadá: Justin Trudeau, primer ministro de Canadá, condenó el ataque y confirmó la muerte de una canadiense: «Lloramos la pérdida de nuestra preciosa hija y hermana [a la ciudadana canadiense]. Tenía espacio en su corazón para todos y creía firmemente que cada persona tiene que ser valorada y respetada. Así lo demostró trabajando en un refugio para personas sin techo hasta que se trasladó a Europa para estar con su prometido».[24]
- España: La Casa Real Española envió su más sentido pésame a la víctima española, y lo ha definido como un ejemplo de dignidad y heroísmo frente al terror criminal y cobarde.[25]
- Estados Unidos: La reacción del presidente de los Estados Unidos, Donald Trump, ante estos ataques, ha sido pedir un nuevo veto migratorio a las personas con origen en países musulmanes.[cita requerida]
- Francia: Emmanuel Macron, después del discurso reiterando la necesidad de políticas exteriores relacionadas con el impedimento de la migración de personas con origen de países musulmanes, anunciado por Donald Trump, el presidente francés replicaba que lo verdaderamente necesario era, en estos momentos, la unión de los países para luchar contra la amenaza terrorista, pero sin perder los valores humanos.[cita requerida]
- Irán: Alí Jamenei, líder supremo de Irán, condenó el ataque y acusó a la política belicista de Occidente de ser la responsable de atraer el extremismo yihadista a Reino Unido y Europa: «El Estado Islámico de Irak y el Levante está dejando Irak y Siria por los países europeos y otros lugares. Es el infierno que crearon y que ahora les golpea».[26]
- Perú: Pedro Pablo Kuczynski, presidente del Perú, se solidarizó con las víctimas: «Mi absoluta condena por los actos terroristas sucedidos en Londres y mi expresión de pesar y solidaridad para el pueblo y gobierno británico».[27]

#### Organizaciones terroristas
- Dáesh: El grupo terrorista yihadista Dáesh después de adjudicarse la autoría del atentado expresó —en su agencia de propaganda Amaq— que el atentado fue por venganza: «Venganza. No hay compromisos... en la seguridad de los musulmanes».[28]